# Ахіллеї
Ахілле́ї (грец. Achilleia) — свято, яке встановили лакедемоняни на честь Ахіллеса. Під час ахіллей в Ахіллеса благали мужності для спартанської молоді.